# Felipe Kitadai
Felipe Eidji Kitadai (* 28. Juli 1989 in São Paulo) ist ein brasilianischer Judoka. Er kämpft in der Gewichtsklasse bis 60 Kilogramm. Er trägt den 5. Dan.

## Werdegang
Kitadai ist Mitglied beim Verein Sociedade de Ginástica Porto Alegre (SOGIPA) und seit 2008 Mitglied der brasilianischen Judonationalmannschaft. Im Juli 2009 gewann er den Titel bei den Jogos da Lusofonia in Lissabon. Im Jahr darauf siegte er beim Weltcup in Rom und besiegte dabei den einzigen dreifachen Olympiasieger im Judo, Tadahiro Nomura.
2011 und 2012 gewann er jeweils die Panamerikanischen Meisterschaften, 2011 auch die Goldmedaille bei den Panamerikanischen Spielen in Guadalajara.
Bei den Olympischen Spielen 2012 in London errang er – am Tag seines 23. Geburtstages – die Bronzemedaille, die er jedoch bereits zwei Tage später als Folge eines Scherzes mit Freunden zerbrach. Das IOC entschied auf Anfrage des Nationalen Olympischen Komitees Brasiliens die Medaille zu ersetzen. Bei den Olympischen Spielen 2016 belegte Kitadai den siebten Platz.
Zwischen Jänner 2022 und September 2023 arbeitete er als Nachwuchs-Nationaltrainer für den Österreichischen Judoverband.